# VTM Kids Jr.
VTM Kids Jr. was een zender van DPG Media voor peuters en kleuters, die op 22 december 2018 van start ging ter vervanging van de zender Kadet. De zender startte om 06.00 uur en sloot af rond 20.00 uur. De zenderstem was Daphne Paelinck. Op 22 januari 2020 maakte DPG Media bekend dat VTM Kids Jr. wordt samengevoegd met VTM Kids tot één zender. De uitzendingen van VTM Kids Jr. zijn gestopt op 2 maart 2020, om 20:57 uur s'avonds.

## Programma's
De zender startte met vele programma's die eerder al werden uitgezonden door vtmKzoom. Hier volgt een selectie van de programmatie.
- Arthur en de Minimoys (2017)
- Aya
- Baba Yega Ontdekt
- Barbie Dreamtopia
- Brandweerman Sam
- Crash and Bernstein
- De Avonturen van K3
- Dennis en Knakker Losgeslagen
- Dinotrux
- Dance Squad
- Dinotrux Supercharged
- De 7 van Nathan
- Hallo K3
- Harry en Bunnie
- Heidi (3D)
- Het Dagboek van K3
- Iedereen K3
- K3 Roller Disco
- Kabouter Plop
- Kody Kapow
- Koning Lou
- Kitty is echt geen kat
- Lalaloopsy
- Lilybuds
- Littlest Pet Shop
- Lexie & Lotti
- Maya de Bij (3D)
- My Little Pony: Vriendschap is betoverend
- Nette en Korneel
- Nijntje
- Olè Kongè
- Percy's Tiger Tales
- PopPixie
- Pound Puppies (2010)
- Robocar Poli
- Sunny Bunnies
- Super Wings
- Taarten van Staf
- Talking Tom and Friends
- Teletubbies
- Thomas de stoomlocomotief
- Thuis: Avonturen met Tip en Oh
- Turbo FAST
- The Super Hero Squad Show
- What's the Big Idea?
- Wendy

## Tijdlijn
Geschiedenis van de Vlaamse televisie